# Тарсиане
Тарсиане Карен душ Сантуш де Лима (порт. Tarciane Karen dos Santos de Lima), более известная как просто Тарсиане (порт. Tarciane), — бразильская футболистка, защитница американского «Хьюстон Дэш» и национальной сборной Бразилии.

## Клубная карьера
Тарсиане родилась в городе Белфорд-Рошу штата Рио-де-Жанейро и в 16-летнем возрасте присоединилась к юношеской команде «Флуминенсе», а также практически сразу стала привлекаться к играм основной команды клуба.
21 июня 2021 года Тарсиане покинула «Флуминенсе», перейдя в «Коринтианс», с которым заключила контракт до конца 2022 года. Дебютный для себя матч в чемпионате Бразилии провела 22 августа 2021 года, а 28 года 2022 года забила свой дебютный матч в рамках бразильского первенства. 16 декабря 2022 года продлила контракт с «Коринтианс» до 2024 года.
23 апреля 2024 года американский «Хьюстон Дэш» объявил о переходе Тарсиане, с которой был заключен контракт до 2026 года с возможностью его продления ещё на год. Её трансфер в размере 2,5 млн реалов стал самым крупным в истории бразильского женского футбола.

## Карьера в сборной
За сборную бразильских девушек не старше 20 лет дебютировала на молодёжном чемпионате Южной Америки и в первых же двух своих матчах за «селесао» отметилась дублями в ворота соперниц из Уругвая и Боливии.
В матче за третье место чемпионата мира среди девушек до 20 лет против сверстниц из Нидерландов в первом тайме не реализовала пенальти, однако во втором отметилась дублем, отличившись на 59-й минуте с игры и на 79-й минуте с 11-метровой отметки. По итогам этого чемпионата бразильянки завоевали бронзовые медали первенства, а Тарсиане была награждена «Бронзовым мячом».
2 июля 2024 года было объявлено о включении Тарсиане в список игроков, которые представят Бразилию на Олимпийских играх в Париже.

## Достижения

### Командные
Коринтианс
- обладательница Кубка Либертадорес[англ.]: (2) 2021[англ.], 2023[англ.]
- чемпионка Бразилии[порт.]: (3) 2021, 2022, 2023
- обладательница  Суперкубка Бразилии[порт.]: (2) 2022, 2023
- чемпионка Лиги Паулиста[порт.]: (1) 2021
- обладательница Кубка Паулиста[порт.]: (1) 2022

 Бразилия (до 20)
- чемпионка Южной Америки среди девушек до 20 лет[англ.]: (1) 2022[англ.]
- бронзовый призёр чемпионата мира среди девушек до 20 лет: (1) 2022

### Личные
- «Бронзовый мяч» чемпионата мира среди девушек до 20 лет: (1) 2022